# Rödmyrmyren
Rödmyrmyren este o arie protejată (arie specială de conservare — SAC, sit de importanță comunitară — SCI) din Suedia întinsă pe o suprafață de 105,3 ha, integral pe uscat.

## Localizare
Centrul sitului Rödmyrmyren este situat la coordonatele 63°06′13″N 14°33′22″E / 63.1037°N 14.5562°E.

## Înființare
Situl Rödmyrmyren a fost declarat sit de importanță comunitară în decembrie 1998 pentru a proteja 1 specie de plante și 1 specie de animale. Situl a fost protejat și ca arie specială de conservare în martie 2011.

## Biodiversitate
Situată în ecoregiunea boreală, aria protejată conține 4 habitate naturale: Mlaștini împădurite, Mlaștini alcaline, Taiga vestică, Păduri fino-scandinave bogate în ierburi cu Picea abies.
La baza desemnării sitului se află mai multe specii protejate:
- plante (1): papucul doamnei (Cypripedium calceolus)
- nevertebrate (1): Lycaena helle